# Église de l'Assomption à Zemun
Pour les articles homonymes, voir Église de l'Assomption.
L'église de Assomption à Zemun (en serbe cyrillique : Црква Узнесења Блажене дјевице Марије ; en serbe latin : Crkva Uznesenja Blažene djevice Marije) est une église catholique située à Belgrade, la capitale de la Serbie, dans la municipalité urbaine de Zemun.

## Histoire
L'église, située sur le Veliki trg, a été construite à l'emplacement d'une ancienne mosquée selon des plans de l'architecte Toma Miklaušić, originaire de Zagreb. La construction de l'édifice, qui a duré une dizaine d'années, s'est achevée en 1795, année de sa consécration.
L'église est constituée d'une nef unique, dans le style impérial autrichien, avec des éléments relevant de l'architecture baroque tardive. Elle a été retouchée en 1817.